# Хонно (монастырь)

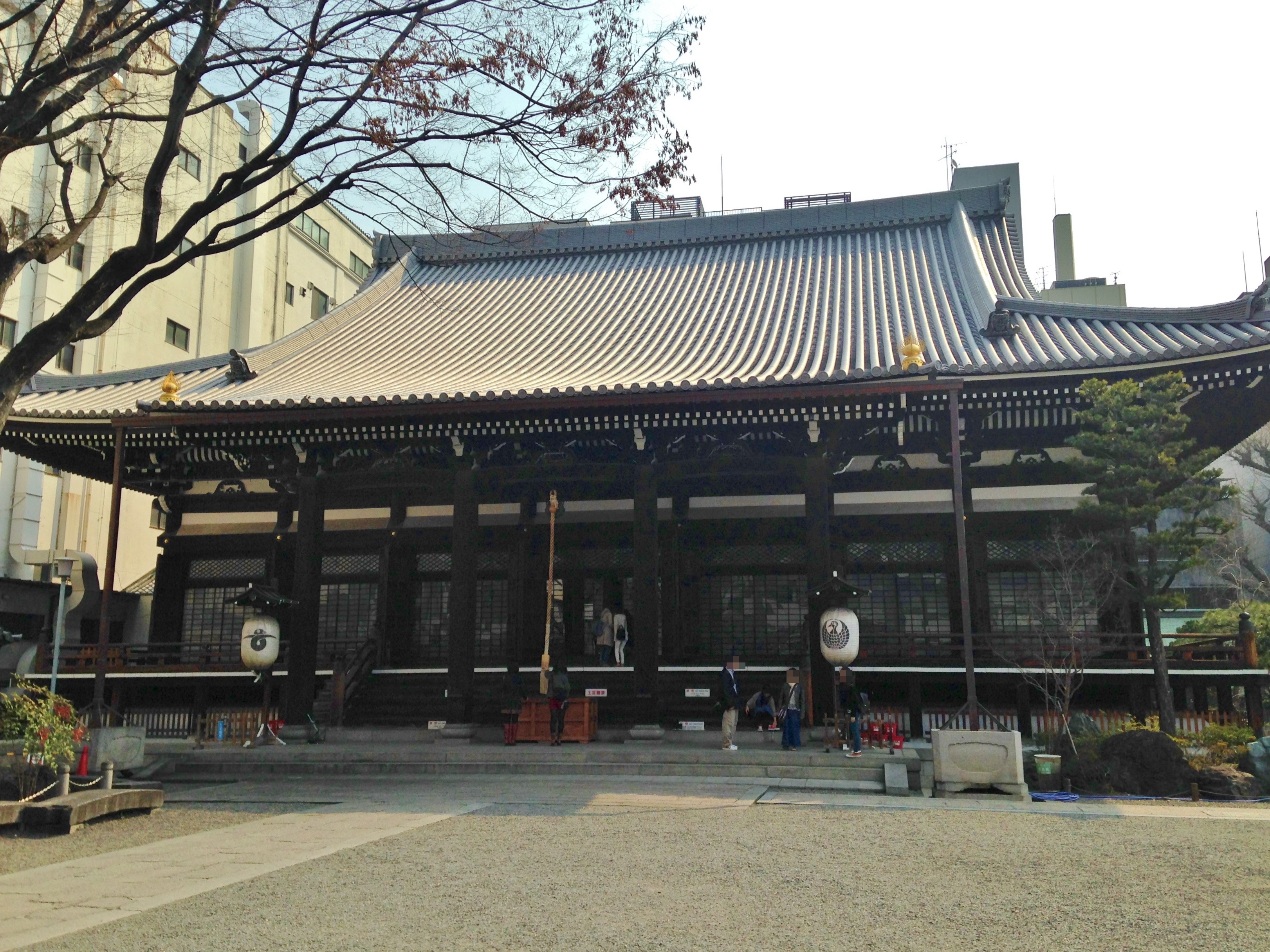
Главный храм монастыря.

Хонно-дзи (【本能寺】 ほんのうじ, «Хоннō-джи», «монастырь Основных возможностей») — буддистский монастырь в Японии, в городе Киото. Принадлежит ветке Хоммон направления Лотоса (Нитирэн-буддизм). Располагается в киотском районе Накагё, квартале Терамати. Один из 21 монастыря лотосовского направления в Киото. Главная святыня — три буддистских сокровища (мандала десяти миров). Основан в 1415 году монахом Нитирю как монастырь Хонно (【本応寺】) в квартале Санкэй. В 1433 году перенесен в квартал Роккаку-Омия и переименован в современное название. В 1536 году, во время смуты Тэмбун, сожжен воинами-монахами монастыря Энряку на горе Хиэй, которые были оппонентами лотосовцев. В 1545 году построен заново столичными верующими в квартале Мото-Хоннодзи Минами. Во 2-й половине XVI века — один из крупнейших религиозных центров направления лотоса в Нижнем Киото; имел около 30 зданий и прочные фортификации. В 1579—1582 годах использовался магнатом Одой Нобунагой как столичная резиденция. В 1582 году сгорел вторично вследствие бунта Акэти Мицухидэ против Нобунаги. В 1589—1592 годах перенесен в квартал Терамати. В 1788 году сгорел в третий раз во время Большой киотский пожар. Отстроен в 1840 году, но снова сгорел в результате инцидента у императорских ворот. Современный монастырь был отстроен в 1928 году. С тех пор имеет только главный храм и ворота. На территории монастыря находится мавзолей в честь Оды Нобунаги.

Эмблема монастыря
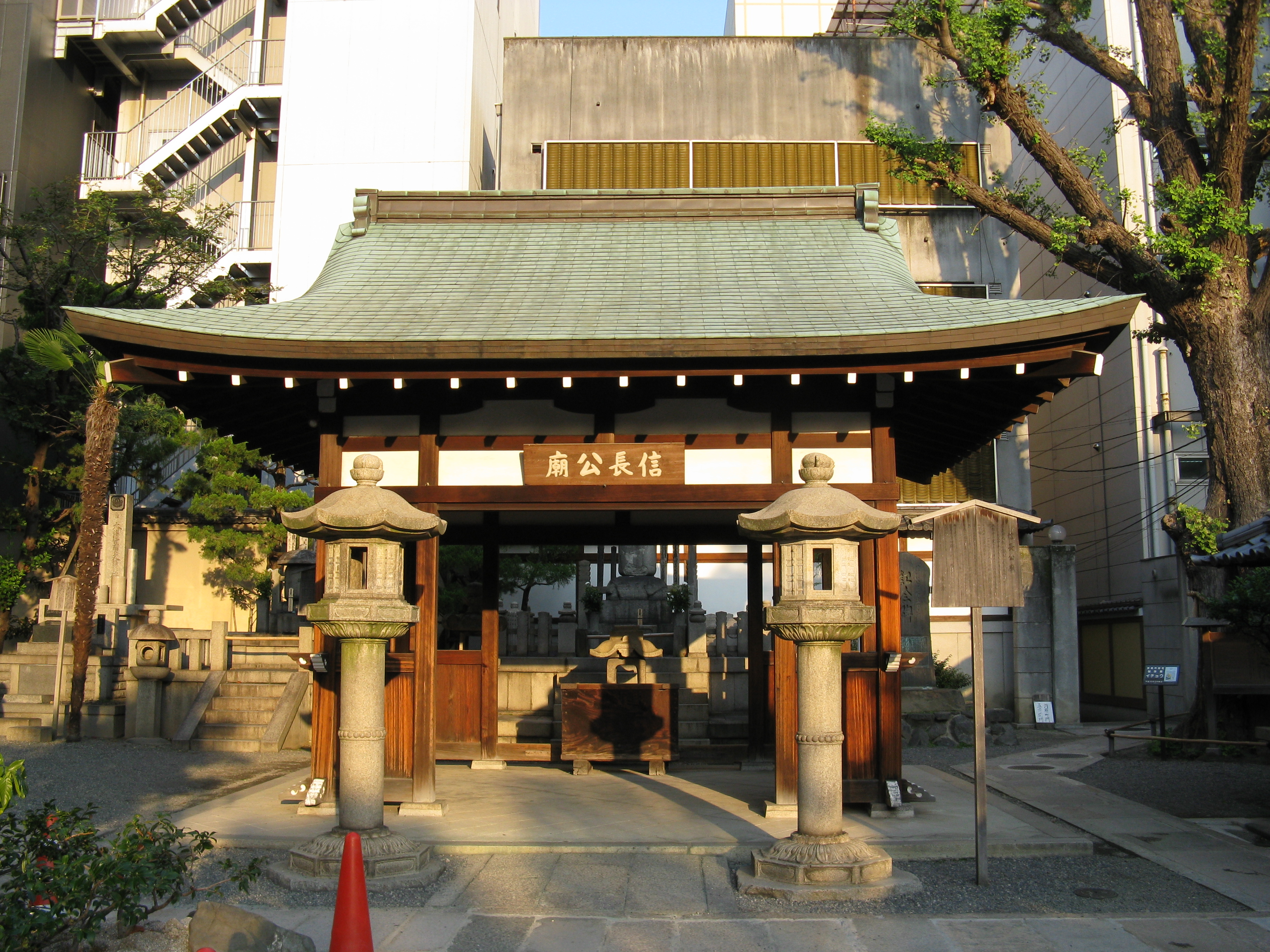
Мавзолей Нобунаги
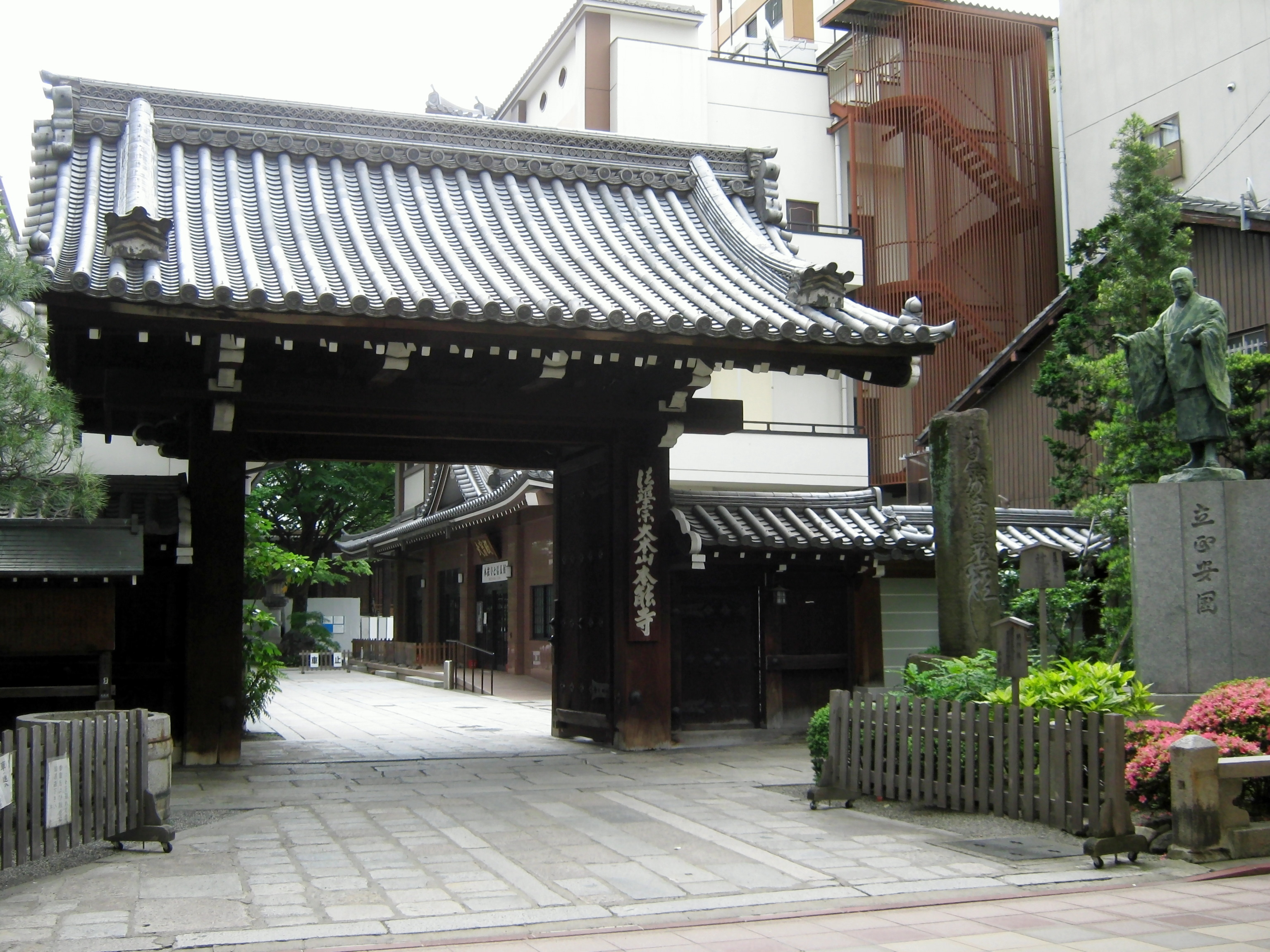
Монастырские ворота
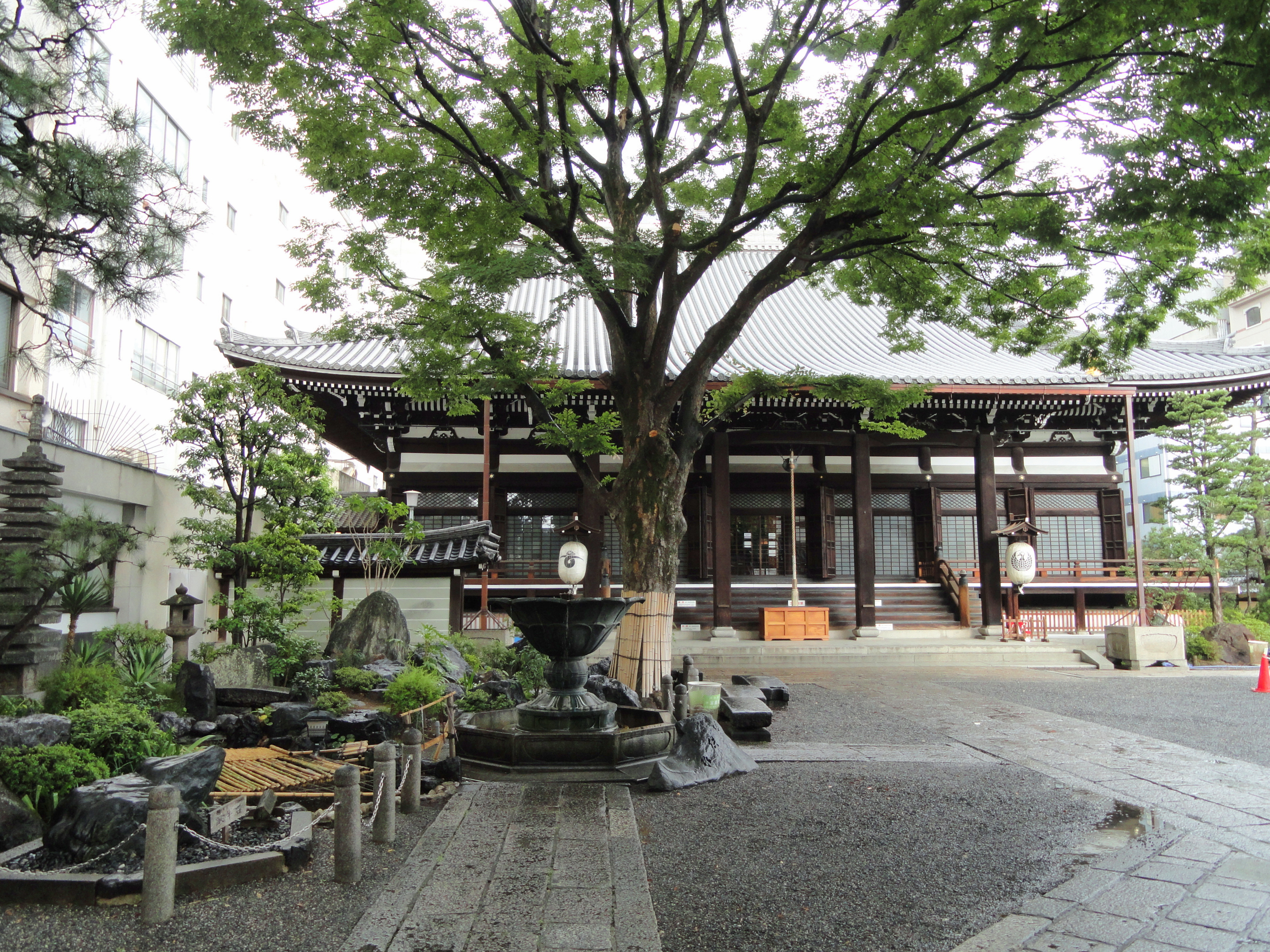
Главный храм
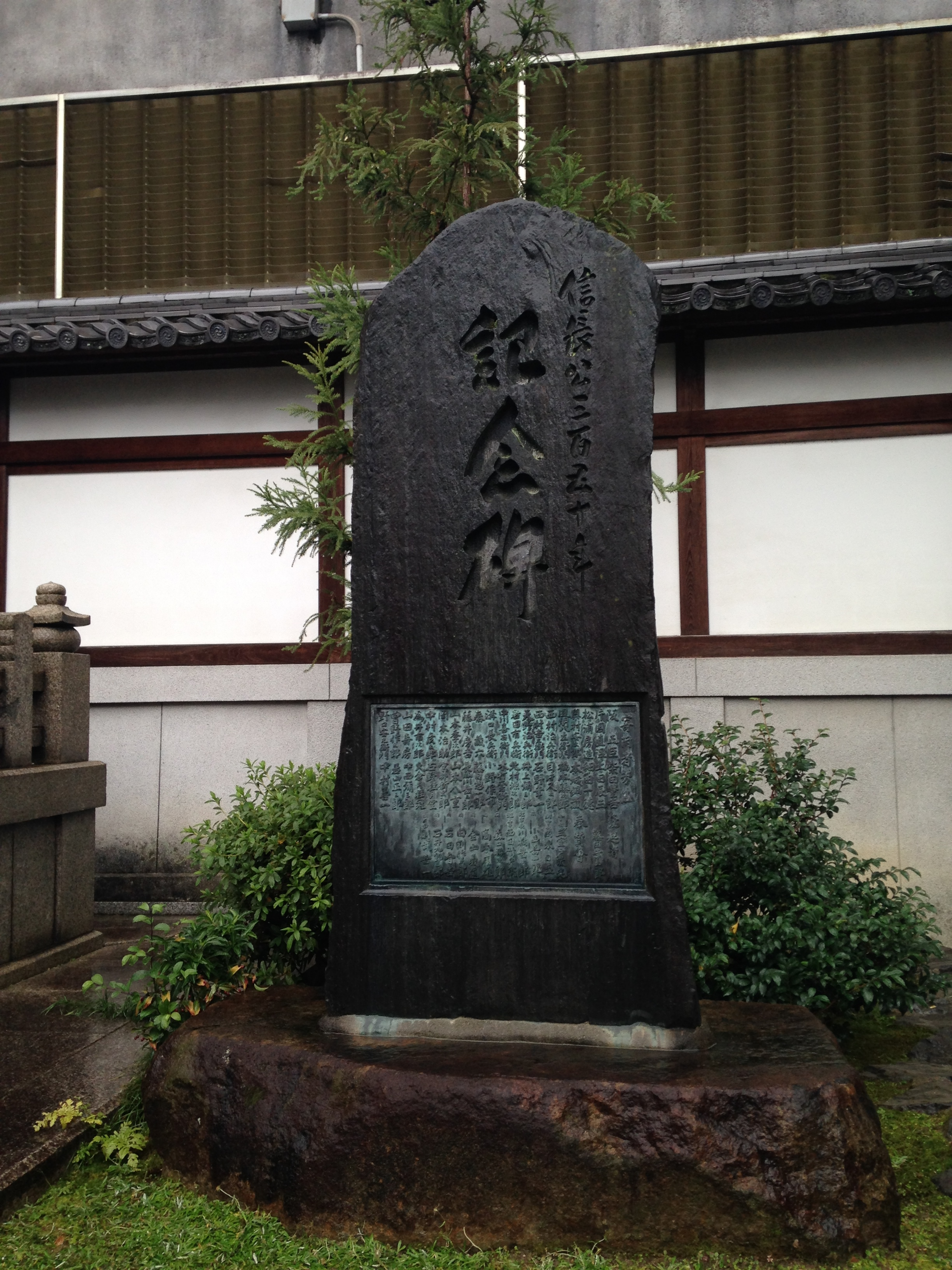
Стела Нобунаги
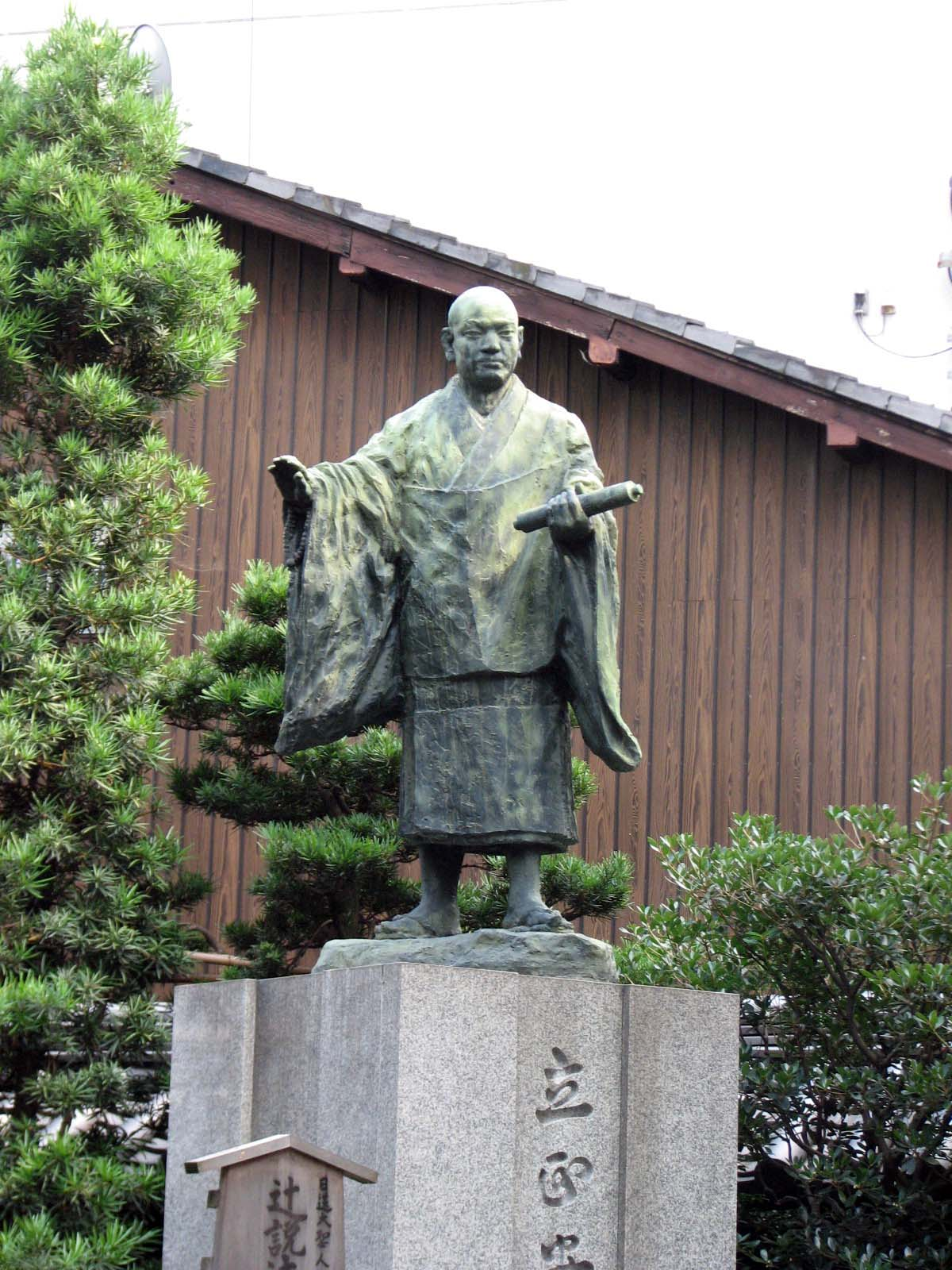
Статуя Нитирэн